# Krasne Pole
Krasne Pole (cz. Krásné Loučky, niem. Schönwiese) – wieś w Polsce położona w województwie opolskim, w powiecie głubczyckim, w gminie Głubczyce, w południowo-wschodniej części Gór Opawskich, nad rzeką Opawicą.
W latach 1954–1961 wieś należała i była siedzibą władz gromady Krasne Pole, po jej zniesieniu należała do gromady Kolonia Mokre.
W latach 1945–1991 stacjonowała tu strażnica Wojsk Ochrony Pogranicza. 16 maja 1991 roku strażnica została przejęta przez Straż Graniczną i funkcjonowała do 1 stycznia 2003 roku, kiedy to została rozformowania.

## Nazwa
Miejscowość została zanotowana w roku 1330 po łacinie jako Pulcurum pratum, w 1424 Krasne Pole, w 1447 Crasnepole.

## Położenie
Wieś leży na granicy polsko-czeskiej. Powstała w wyniku podziału w XVII wieku po wojnie sukcesyjnej miejscowości Schönwiese na część austriacką i pruską. Po II wojnie światowej część pruska, która przypadła Polsce otrzymała nazwę Krasne Pole, a część miejscowości leżąca w granicach Czechosłowacji – Krásné Loučky (obecnie dzielnica miasta Krnov).
Wioska znajduje się w Obszarze Chronionego Krajobrazu Rejon Mokre – Lewice. Leży na terenie Nadleśnictwa Prudnik (obręb Prudnik).

## Zabytki
Do wojewódzkiego rejestru zabytków wpisany jest kościół fil. pw. św. Marii Magdaleny, z 1691 r., XVIII w.